# Shamsia Hassani
Ommolbahni Hassani  (Teherán, 1988), conocida como Shamsia, es una grafitera afgana y profesora de escultura en la Universidad de Kabul. Ella ha popularizado el arte urbano en las calles de Kabul. Expone su arte digital y su arte urbano en India, Irán, Alemania, Italia, Suiza y en las misiones diplomáticas de Kabul. En 2014, fue nombrada una entre las 100 Public Intellectual Poll.
Hassani pinta grafitis en Kabul para sensibilizar el público acerca de los años de guerra.

## Biografía

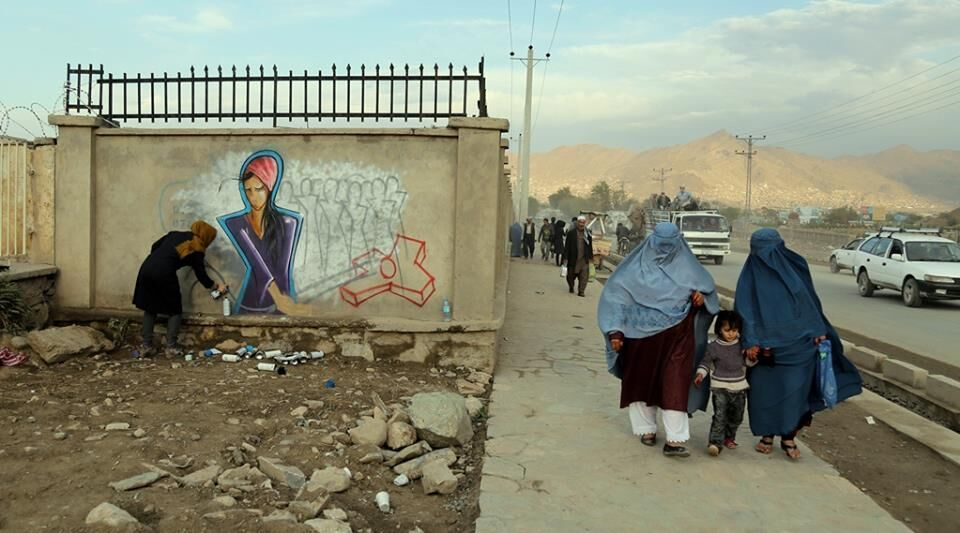
Shamsia pintando en Kabul

Shamsia Hassani nació en 1988, en Teherán, Irán, donde sus padres, originarios de Kandahar, migraron durante la invasión soviética a Afganistán. Hassani mostró interés por la pintura desde muy joven. Sin embargo, no le fue posible realizar estudios de Bellas Artes, al ser un ámbito prohibido para las personas originarias de Afganistán. Así, a su regreso a Kabul en el año 2005, inició los estudios de arte tradicional en la Universidad de Kabul. Más tarde se integró en la universidad como profesora encargada de materia y luego como profesora asociada de Escultura. Es fundadora del colectivo de arte contemporáneo Rosht.

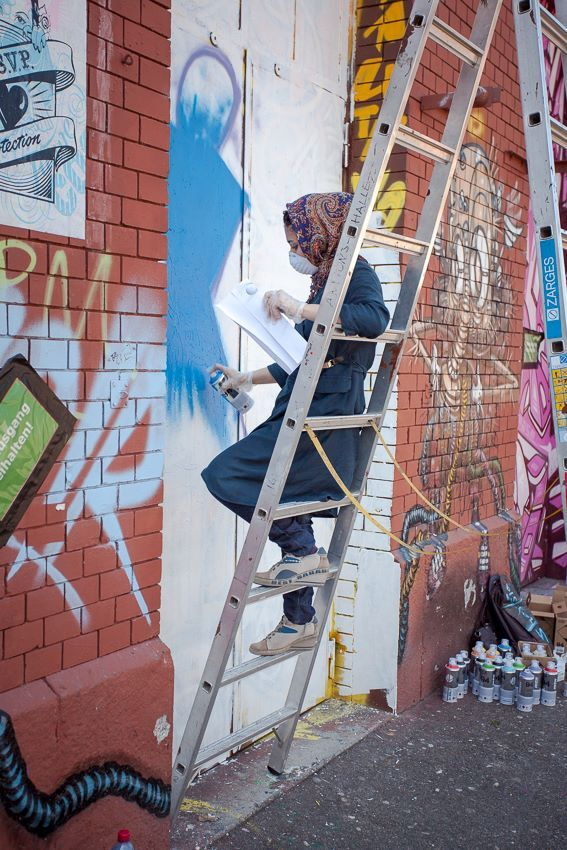
Grafiti en Suiza

Hassani se inició en el arte del grafiti en un curso organizado en Kabul en diciembre de 2010 por Chu, un grafitero del Reino Unido. El curso fue coordinado por Combat Communications. A raíz de este taller Hassani comenzó la práctica del arte urbano sobre muros de casas en las calles de Kabul. Adoptó esta forma de arte porque los aerosoles y las plantillas son mucho menos caros que los materiales de arte tradicionales. En una de sus obras expuesta en los muros del Centro Cultural de la capital figura una mujer vestida de una burqa sentada bajo una escalera con la inscripción: "El agua puede volver en un río desecado, pero ¿qué le pasa al pescado que murió?" Hace sus obras rápidamente, en 15 minutos, para evitar todo hostigamiento y afirma que su trabajo no es islámico.
Hassani también presenta su obra en formato digital a través de su proyecto titulado Soñar Graffiti. En dicho proyecto, la artista trabaja imágenes en la computadora en las cuales explora cuestiones de seguridad personal y nacional. Indica querer combatir la opresión vivida por las mujeres afganas en su sociedad a través de su trabajo.
En septiembre de 2014, Hassani fue finalista del premio Artraker con su proyecto La Magia del Arte es la Magia de la Vida.
El 14 de junio de 2013, realizó un mural en la Unión Obrera de Ginebra con mujeres migrantes víctimas de violencias albergadas en hogares de emergencia. El 14 de junio es una fecha simbólica en Suiza porque este día se conmemora la Huelga de las mujeres del 14 de junio de 1991. Shamsia también estuvo en Zúrich en junio de 2013, en el marco de la Rote Fabrik.
En el año 2019 Berang Arts organizó en Kabul una exposición en la que Hassani colaboró con las artistas afganas Nabila Horakhsh y Jahan Ara Rafi. Con el nombre "Chahar Chob", la muestra se celebró en la Asociación de Fotógrafos de Afganistán (APA). Un año después, su trabajo sobre billetes de dólares y euros se mostró en la Sakura Gallery de París. También en el 2020, en los tiempos de confinamiento provocados por la pandemia de la Covid-19, organizó una exposición on line en su propia casa.
Aunque sigue publicando habitualmente en redes sociales, actualmente, y tras el regreso de los talibanes a su país en el 2021, se desconoce dónde vive.

## Galería

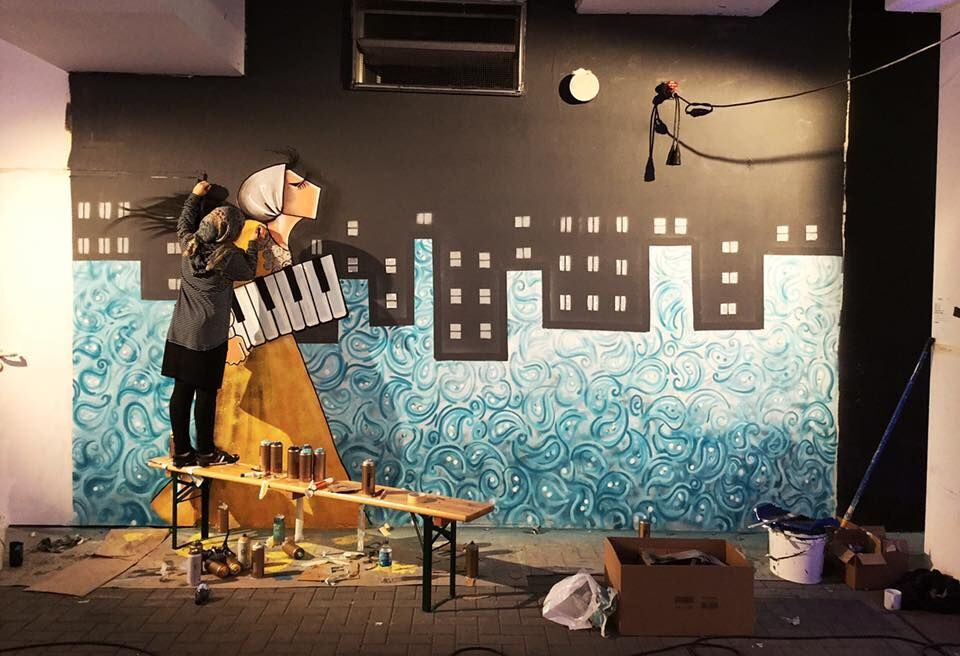
Birds of No Nation, Hamburgo, Alemania.
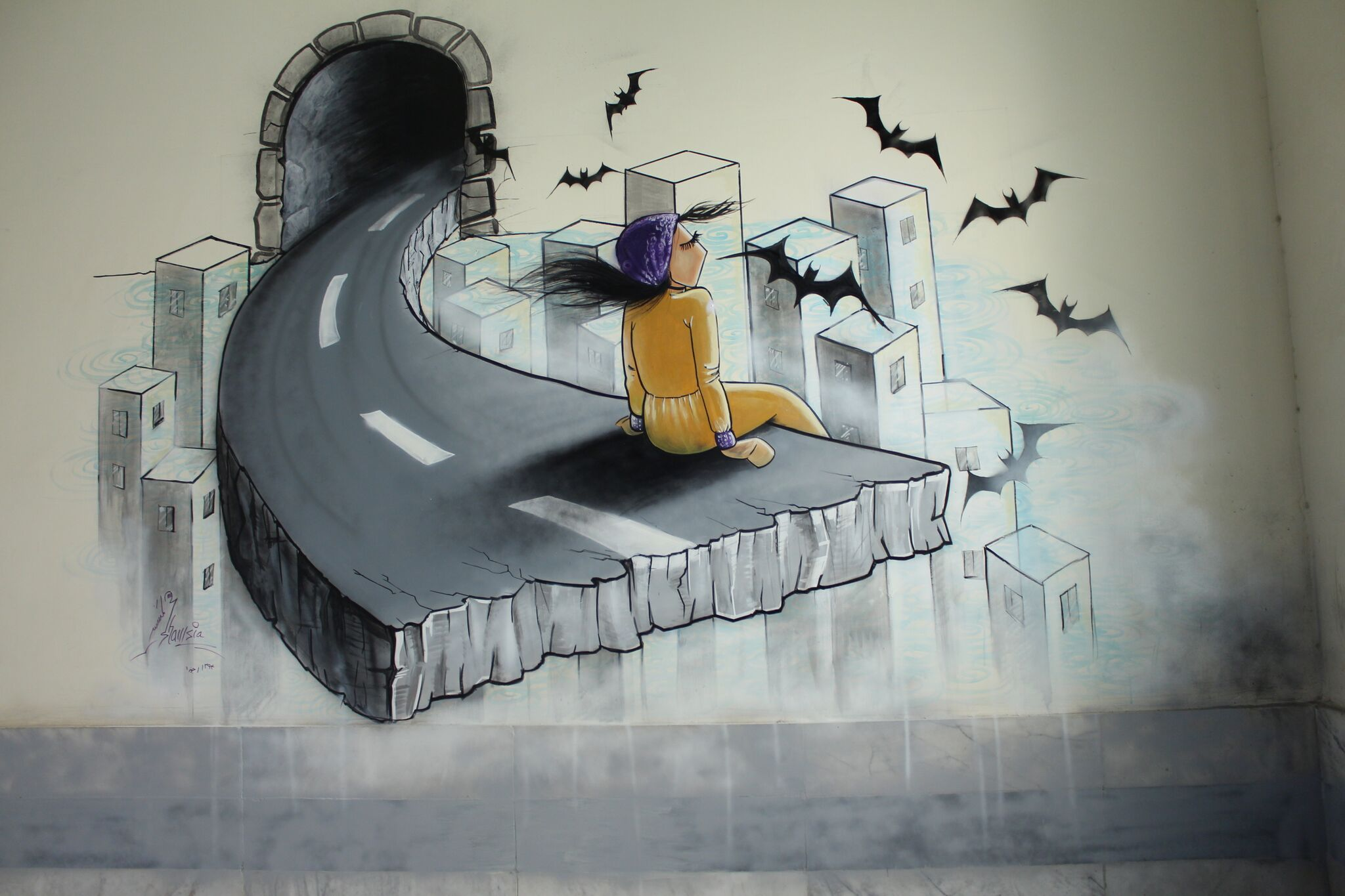
Once Upon a Time Series, Universidad de Kabul, Afganistán.
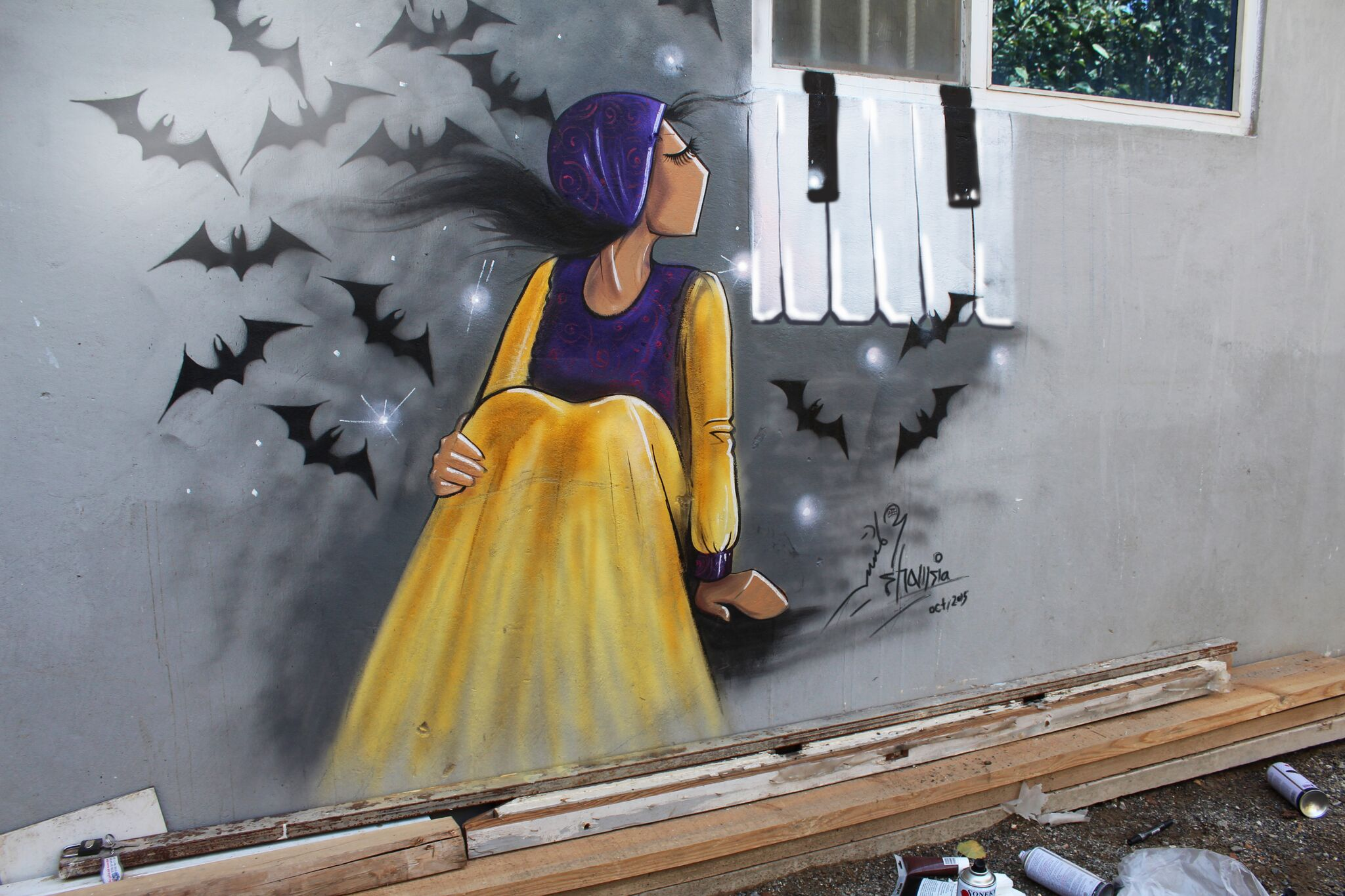
Birds of No Nation Series, Universidad de Kabul, Afganistán.
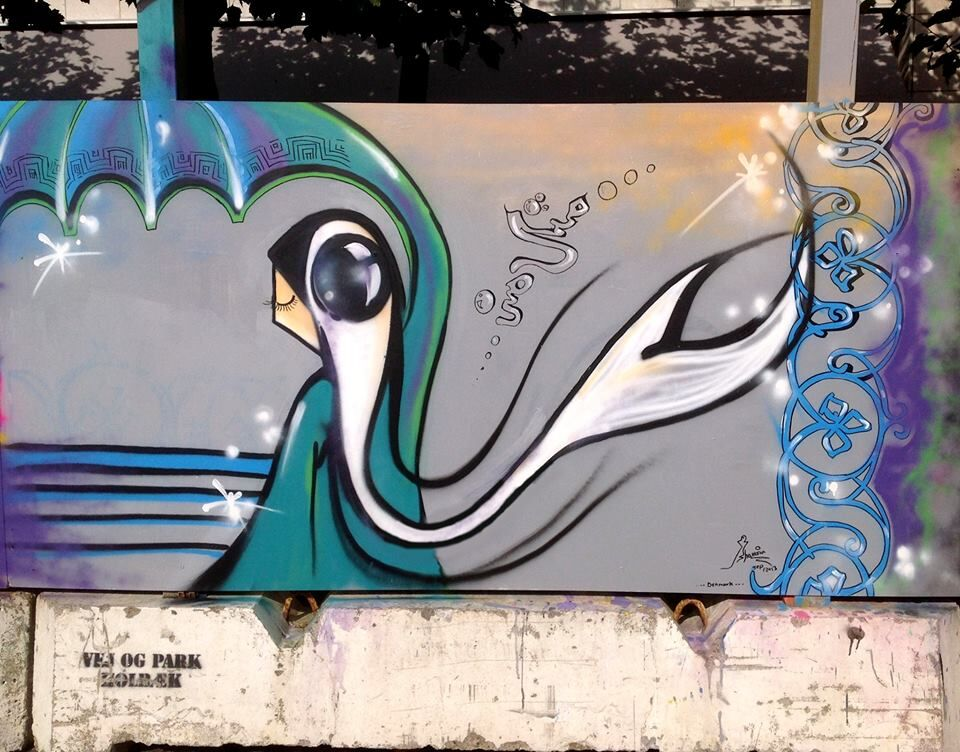
Just Like Me series, Copenhague, Dinamarca.
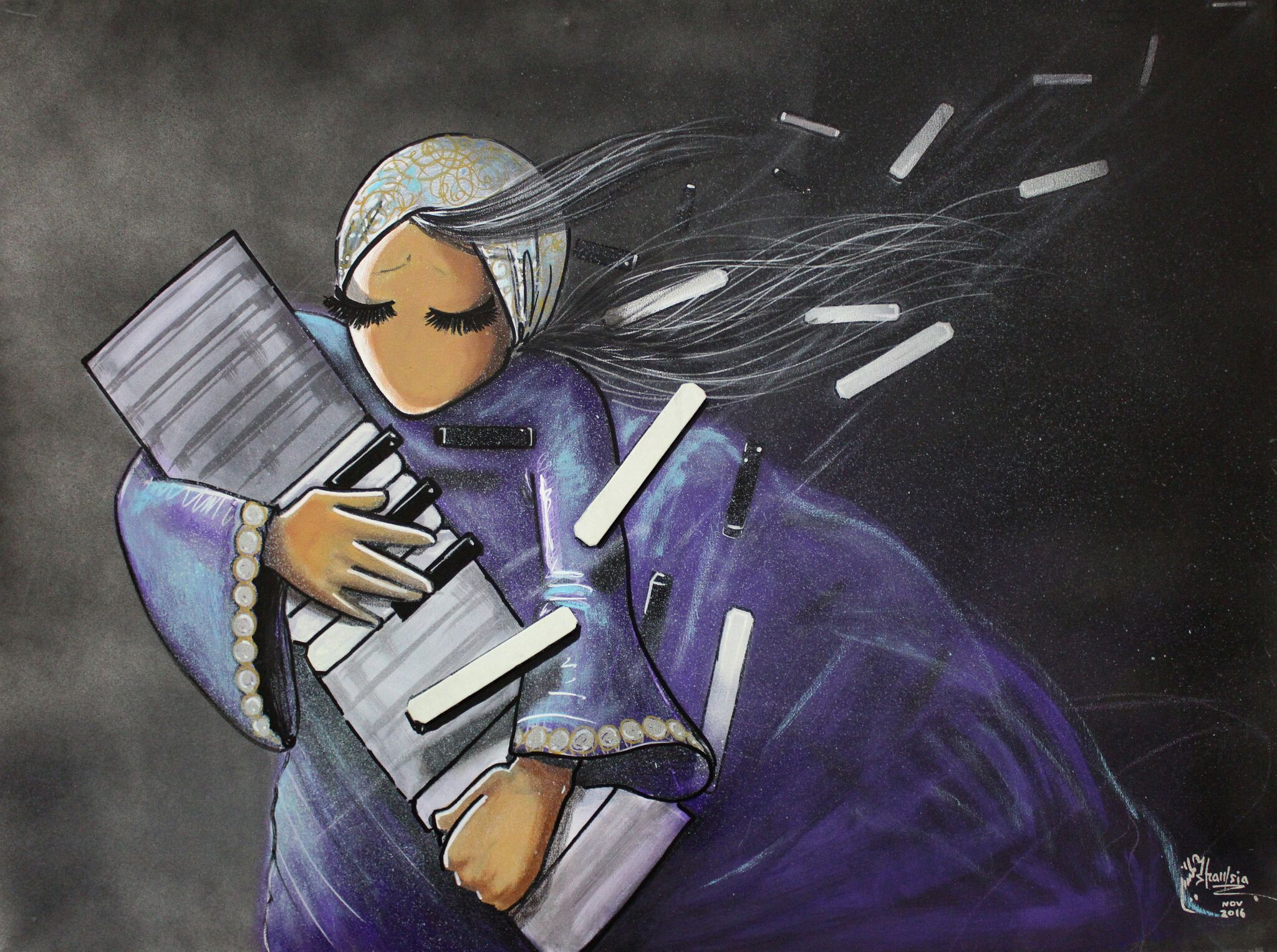
Prestige Series, Nueva York, EE.UU.
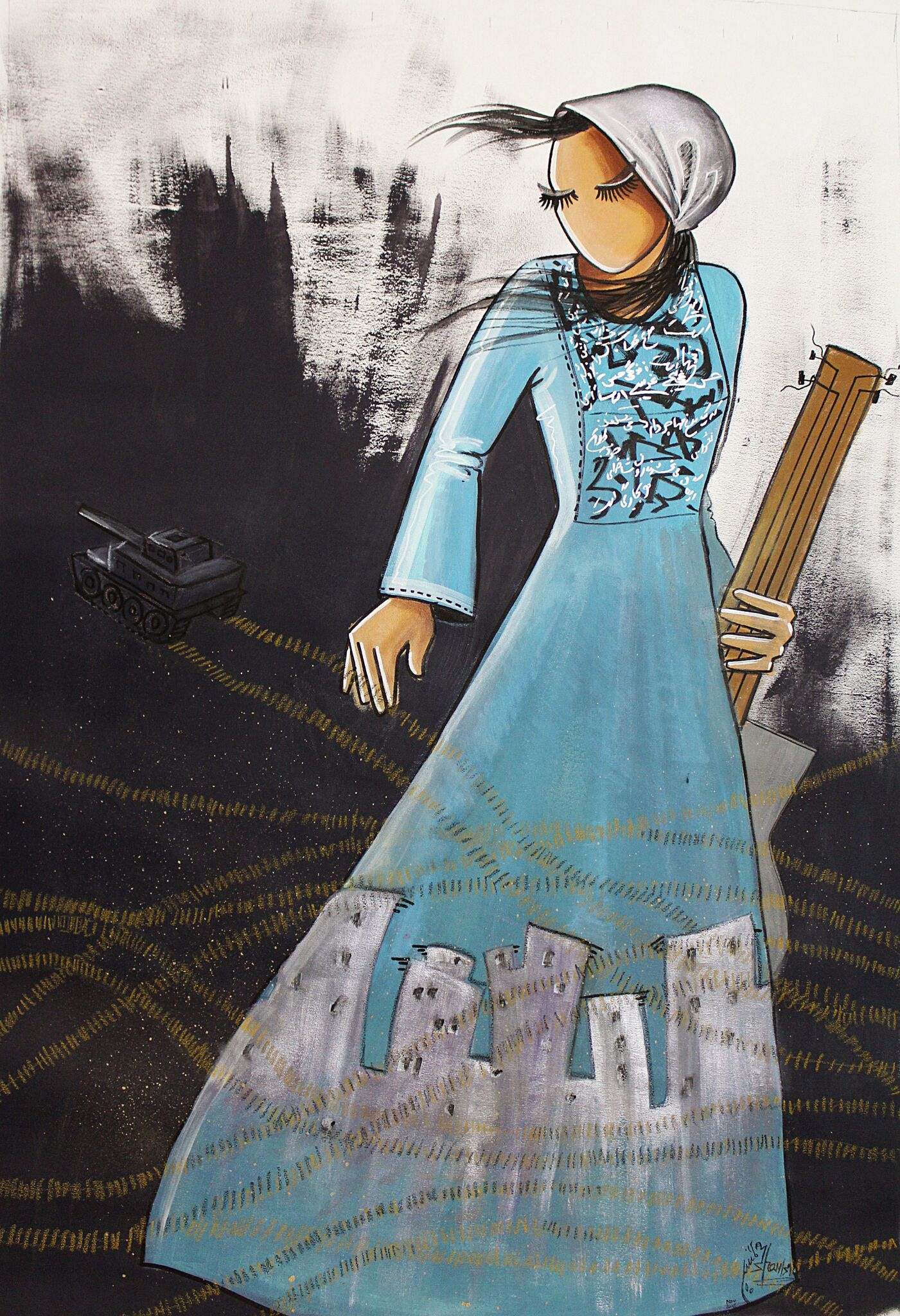
Prestige Series, Nueva York, EE.UU.